# Policyjny Pułk Selbstschutzu SS Sandżak
Policyjny Pułk Selbstschutzu SS "Sandżak" (niem. Polizei–Selbstschutz–Regiment SS "Sandschak"), inna nazwa Legion Muzułmański "Sandżak" – policyjna formacja zbrojna SS złożona z muzułmanów z Sandżaku podczas II wojny światowej.

## Historia
Niemiecka rekrutacja ludności muzułmańskiej do Waffen-SS, policji i Wehrmachtu nie ograniczała się tylko do obszaru Bośni i Kosowa. Władze okupacyjne postanowiły sięgnąć także do innych regionów podbitej Jugosławii, w tym serbskiego Sandżaku. Jesienią 1941 r. powstała nieregularna muzułmańska milicja, która na pocz. września 1943 r., po wyjściu z wojny Włoch, przeszła pod zwierzchność niemiecką. Pod koniec października tego roku z części milicji została utworzona tzw. Muselmanengruppe von Krempler. W lipcu 1944 r. przeformowano ją w Policyjny Pułk Selbschutzu SS "Sandżak" w sile ok. 3 tys. ludzi. Na jego czele stanął SS-Sturmbannführer i major żandarmerii Ernst Arndt. Według części źródeł był to natomiast SS-Standartenführer der Reserve i Oberst Policji Karl von Krempler. Funkcję zastępcy dowódcy pełnił jeden z b. dowódców muzułmańskiej milicji Sandżaku Sulejman Pačariz. Pułk składał się formalnie z kompanii sztabowej i czterech batalionów policyjnych. Prawdopodobnie Niemcom udało się sformować jedynie sztab i I batalion, reszta pozostawała na papierze lub w fazie szkolenia. Dla żołnierzy brakowało nawet mundurów i wyposażenia.
Pułk był używany do walki z komunistyczną partyzantką Josipa Broz Tity, w sytuacji kiedy partyzanci opanowali większą część Sandżaku. Od 18 lipca brał udział w antypartyzanckiej operacji "Draufganger" w dolinie rzeki Ibar. W sierpniu uczestniczył w kolejnej operacji "Rübezahl", działając w rejonie miejscowości Bijelo Polje i Prijepolje. Jego zadaniem było blokowanie sił partyzanckich. Armia Czerwona zaatakowała jednak Belgrad, w związku z czym operację przerwano. Do września pułk został rozmieszczony w górzystym obszarze w okolicy miejscowości Priboj-Prijepolje-Rozaj-Pester. Wszedł wraz z dwoma batalionami albańskimi w skład Kampfgruppe "Bendel". Następnie wespół z oddziałami niemieckimi i innymi kolaboracyjnymi formacjami wycofał się do Sjenicy. Tam 14 października spadł na niego silny atak sił partyzanckich, doprowadzając do dalszego odwrotu do miejscowości Duga Poljana. Z powodu dużych strat i wielu dezercji pułk przestał faktycznie istnieć.
Kilkuset ocalałych muzułmanów pod przywództwem S. Pačariza i szefa sztabu mjr. Ramiza Sipilovicia do listopada przeniesiono do Sarajewa, gdzie dowództwo nad nimi objął ustaszowski generał Vjekoslav Luburić, wysłany tam przez Ante Pavelicia w celu wcielenia oddziałów muzułmańskich do sił ustaszów.
Odbudowany i zreorganizowany Pułk "Sandżak" pod dowództwem płk. S. Pačariza został zintegrowany z formacjami ustaszowskimi. W marcu brał udział w walkach na południe od Sarajewa, ponosząc duże straty. Po zajęciu miasta przez partyzantów 6 kwietnia 1945 r., wielu żołnierzy pułku zostało rozstrzelanych. Reszta wycofała się do miejscowości Sisak, na południe od Zagrzebia, gdzie wcielono ich do ustaszowskiej Brygady "Obrana", przeorganizowanej w 18 Dywizję Uderzeniową. Uczestniczyli oni na pocz. maja tego roku w fanatycznej obronie Zagrzebia. W tym czasie pozostali przedostali się na terytorium Austrii, gdzie w Grazu zostali oficjalnie rozformowani.